# 库列绍夫卡河
库列绍夫卡河（俄语：Река Кулешовка），前称伊鲁河（满语：Ilu Bira），是滨海边疆区的河流，源起勒富特勒库山，长42公里，流域面积324平方公里，注入斯帕索夫卡河，总落差202米，宽2至15米，深0.3米。

## 引用
1. ↑  А·П·穆拉诺夫. . 列宁格勒: 气象出版社. 1966 （俄语）.
2. ↑  . 列宁格勒: 气象出版社 （俄语）.
3. ↑  Т·А·基谢尔科瓦娅. . 列宁格勒: 气象出版社. 1977 （俄语）.
4. ↑  . Verumwiki.   [2023-12-31]. （原始内容存档于2023-12-12） （俄语）.